# Лоусон Тама
Стадіон «Лоусон Тама» (англ. Lawson Tama Stadium) — багатофункціональний стадіон у місті Хоніара, Соломонові Острови. Домашня арена клубів «Косса», «Колоале» і збірної Соломонових Островів. В основному використовується для проведення футбольних матчів. Місце проведення кубка націй ОФК 2012.

## Характеристики
Споруда вміщує 25 000 глядачів і унікальна тим, що розташована біля пагорба поруч з зеленою порослю, яка є платформою для сидячих місць. На іншій стороні поля є місця тільки для відвідувачів, яким доводиться дивитися на події стоячи. На стадіоні проводяться не тільки футбольні матчі, але також і різні культурно-масові заходи.

## Історія

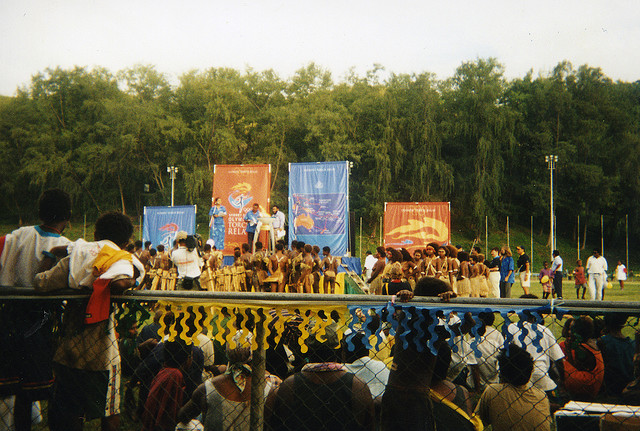
Демонстрація Олімпійського вогню на стадіоні «Лоусон Тама»

На «Лоусон Тама» проводилися матчі відбіркового турніру до кубка націй ОФК 2004 в групі 1 та один матч фінального турніру, а саме поєдинок Соломонових Островів і Австралії (1:5), який тут відбувся 9 жовтня 2004 року.
У червні 2012 року стадіон приймав всі матчі Кубка націй ОФК. На цьому турнірі перемогу сенсаційно здобула збірна Таїті, яка у фіналі змагань обіграла збірну Нової Каледонії з рахунком 1:0 і стала першою командою, якій, окрім Австралії та Нової Зеландії вдалося виграти першість у зоні ОФК.